# Lonchotus minor
Lonchotus minor är en skalbaggsart som beskrevs av Roger Paul Dechambre 1986. Lonchotus minor ingår i släktet Lonchotus och familjen Dynastidae. Inga underarter finns listade i Catalogue of Life.